# Andrea Pirlo
Andrea Pirlo (Flero, Brescia, 19 de mayo de 1979) es un exfutbolista y entrenador italiano. Actualmente dirige al United F. C. de la División 1 de los Emiratos Árabes Unidos. Como jugador, se desempeñó en la posición de centrocampista, pasando la mayor parte de su carrera en el AC Milán y en la Juventus de Turín de la Serie A, además de ser internacional con la selección de fútbol de Italia, siendo considerado ampliamente como uno de los mejores centrocampistas de la historia. Como entrenador, dirigió a la Juventus desde agosto de 2020 hasta mayo de 2021.
Comenzó su carrera en el Brescia Calcio, donde a los quince años fue incluido por Mircea Lucescu en el plantel profesional. Su debut en la Serie A se produjo a los dieciséis años y dos días. Después del descenso, en 1997 ganó la promoción y consiguió el ascenso a la primera división. En 1998 fue comprado por el Inter de Milán, en el cual jugó dieciocho partidos ligueros, y las siguientes temporadas las transcurrió a préstamo en el Reggina Calcio y el Brescia. En junio de 2001 fichó por el rival del Inter, el A. C. Milan, que pagó más de treinta mil millones de liras por su pase.
En este equipo coincidió con Carlo Ancelotti, quien lo hizo jugar de mediocentro organizador en vez de mediapunta, y así aprovechó el mayor potencial del jugador. Pirlo jugó diez temporadas en el Milan y ganó nueve títulos, entre ellos dos Serie A, una Copa Italia y una Supercopa Italiana  y dos Liga de Campeones de la UEFA, dos Supercopas de la UEFA, y una Copa Mundial de Clubes de la FIFA. En mayo de 2011 fichó por la Juventus de Turín, donde sumó a su palmarés cuatro campeonatos de Serie A, dos Supercopa de Italia y una Copa Italia, y además llegó a la final de la Liga de Campeones de la UEFA 2014-15. En julio de 2015 se unió al New York City F. C. después de quedar libre. En su segunda temporada, ayudó al equipo a clasificar a la eliminación directa de la Copa MLS. Su último partido lo jugó el 5 de noviembre de 2017.
Fue internacional absoluto con la selección de fútbol de Italia con la que participó en dos Copas Confederaciones, tres Eurocopas y tres Mundiales de Fútbol. Su mejor resultado fue en el Mundial de Fútbol de 2006 luego de superar por 5-3 en tanda de penales a Francia en la final—donde fue elegido Balón de Bronce del torneo e incluido en el «equipo ideal»—. Otra actuación destacada fue cuando llegó con su selección a la final de la Eurocopa de 2012. Representó a su país en 116 partidos y marcó trece goles. Previamente, había formado parte del seleccionado sub-21, con el que ganó la Eurocopa Sub-21 de 2000. Con la sub-23 participó en los Juegos Olímpicos de Sídney 2000 y en los de Atenas 2004, fue capitán de su selección, donde se llevaron la medalla de bronce.
Pirlo terminó entre los cuatro primeros cinco veces en el premio al Mejor Creador de juego del Mundo por la IFFHS entre 2006 y 2015. Ocupó el cuarto lugar como Mejor Jugador de la UEFA en Europa en 2012, y séptimo en 2015. Fue elegido en el Equipo del Año de la UEFA en 2012, en el Equipo de la Temporada de la UEFA Champions League en 2015, y formó parte del FIFA/FIFPro World XI en 2006. Fue nombrado Futbolista del año en la Serie A tres veces consecutivas. y votado para el Equipo del Año de la Serie A cuatro veces. También ocupó el séptimo lugar en el FIFA World Player 2007, terminó entre los diez primeros tres veces por el Balón de Oro, y fue nombrado MLS All-Star en 2016. En 2019, fue elegido miembro del Salón de la Fama del Fútbol Italiano.
Tras su retiro, Pirlo fue nombrado entrenador en jefe del club Juventus U23 de la Serie C el 30 de julio de 2020. Se hizo cargo del primer equipo nueve días después y ganó la Copa Italia y la Supercopa Italiana en su temporada de debut, antes de ser despedido en 2021. 
Es, junto con Sinisa Mihajlovic, quien más tiros libres ha anotado en la Serie A.
El 14 de diciembre de 2020 fue incluido como mediocentro defensivo en el segundo Dream Team histórico del Balón de Oro.

## Trayectoria

### Como jugador

#### Comienzos en la Serie A
Nació en Flero, en la provincia de Brescia. Inició su carrera en el club Flero, a los nueve años se trasladó al Voluntas y luego se unió a las categorías juveniles del Brescia Calcio; en sus comienzos, jugaba de mediapunta. A los quince años, fue ascendido al primer equipo por Mircea Lucescu. Su debut se produjo el 21 de mayo de 1995 ante el Reggina Calcio por la Serie A, donde sustituyó a Marco Schenardi en los últimos diez minutos. Se convirtió, con dieciséis años y dos días, en el jugador más joven del club en debutar en la primera división. En 1996 ganó el Torneo de Viareggio con el equipo juvenil, el cual derrotó en la final a un Parma en el que jugaba, entre otros, Gianluigi Buffon. Un año después, cuando el Brescia se encontraba en la Serie B, logró el ascenso. El 19 de octubre de 1997 marcó el último gol de la goleada 4-0 al Vicenza Calcio por la Serie A. En 1998 fichó por el Inter de Milán, donde jugó con uno de sus ídolos de la infancia, Roberto Baggio. En la temporada 1998-99, el club tuvo cuatro entrenadores: Luigi Simoni, Mircea Lucescu, Luciano Castellini y Roy Hodgson. Pirlo tuvo continuidad con los dos primeros, pero con Castellini y Hodgson sus minutos comenzaron a acortarse. La siguiente temporada, con Marcello Lippi como entrenador, fue transferido a préstamo al Reggina al igual que Roberto Baronio y Mohamed Kallon.
Después de sus buenas actuaciones en el Reggina y en la Eurocopa Sub-21 de 2000, regresó a un Inter que había quedado fuera de la Liga de Campeones ante el Helsingborgs I. F. Lippi fue reemplazado por Marco Tardelli, que venía de dirigir al jugador en la Eurocopa. En los primeros seis meses, Pirlo solo jugó cuatro encuentros en la Serie A. En enero de 2001 fue cedido a su antiguo club, el Brescia, donde nuevamente coincidió con Roberto Baggio. Carlo Mazzone, para darle más minutos, decidió ubicarlo por delante de la defensa y le dio la libertad de comenzar la jugada; esta idea sería más tarde retomada por Carlo Ancelotti. No obstante, Pirlo se lesionó y solo jugó diez partidos esa temporada. El equipo superó las expectativas, mostró buenas actuaciones y consiguió clasificar a la Copa Intertoto tras quedar séptimo en la liga.

#### A. C. Milan
En junio de 2001, fichó por el A. C. Milan, que pagó por su pase aproximadamente treinta y cinco mil millones de liras, a lo que se le sumó el traspaso de Dražen Brnčić. El entrenador Carlo Ancelotti tomó la decisión de colocar a Pirlo, que era mediapunta, como mediocentro organizador o volante de contención, algo que Carlo Mazzone había hecho meses antes. El jugador destacó en este rol y al final se convirtió en uno de los mejores centrocampistas defensivos de la historia, gracias a su buena distribución de pases y su habilidad para cobrar faltas directas. En la formación de Ancelotti, el «árbol de Navidad» (4-3-2-1), se posicionaba delante de la defensa y compartía el centro del campo con los volantes Gennaro Gattuso y Massimo Ambrosini. Durante su estancia en el club, se ganó el apodo de «metrónomo» por su precisión y regularidad. El 20 de septiembre jugó su primer partido oficial, en la victoria por 2-0 frente al BATE Borisov por la Copa de la UEFA. Tres días después, realizó su debut en la liga en un partido ante la S. S. Lazio que finalizó 2-0 a su favor. El 28 de noviembre debutó en la copa nacional en un empate sin goles con el A. C. Perugia. El 28 de marzo de 2002 le anotó su primer gol al Parma en una victoria por 3-1 donde ingresó en el segundo tiempo y tuvo una buena actuación. En su primera temporada, el club obtuvo la cuarta posición en la liga y llegó a las semifinales en la Copa de la UEFA.

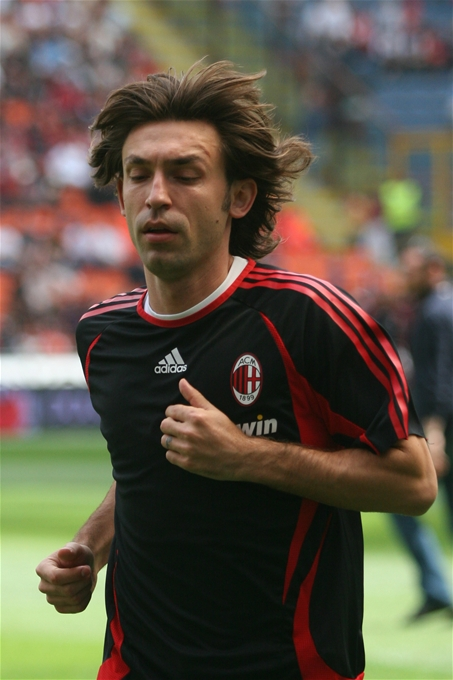
Pirlo calentando antes de un partido contra la Fiorentina el 6 de mayo de 2007

En la temporada 2002-03 su equipo quedó tercero en la Serie A, pero concluyó una buena campaña cuando ganó la Copa Italia, después de derrotar en la final a la A. S. Roma en un global de 6-3, y la Liga de Campeones de la UEFA, que le ganó a la Juventus de Turín en tanda de penales, luego de empatar 0:0 en tiempo regular. Pirlo ganó este último título habiendo debutado en el mismo esa misma temporada, en una derrota por 2-1 con el Slovan Liberec el 28 de agosto. Gracias a la victoria en la Liga de Campeones, la siguiente temporada tuvieron la oportunidad de disputar la Supercopa de Europa, en la cual vencieron 1-0 al F. C. Porto, ganador de la Copa de la UEFA. De igual manera, pudieron jugar la Supercopa de Italia, pero en esta ocasión perdieron en penales por 5-3 con la Juventus, en un encuentro en el que Pirlo acertó su tiro. En la Copa Intercontinental perdieron por penales con Boca Juniors y esta vez el jugador falló su disparo. En la temporada 2003-04 el Milan ganó la Serie A; Pirlo anotó seis goles y, de acuerdo con el periódico italiano La Gazzetta dello Sport, «tuvo un campeonato extraordinario que seguramente le abrirá las puertas a la selección nacional». Sin embargo, fueron eliminados en los cuartos de final de la Liga de Campeones por el Deportivo de La Coruña, donde en la ida Pirlo marcó su primer gol en la competición, y cayeron en semifinales en la Copa Italia, donde la Lazio los derrotó 2-1 en la ida y 4-0 en la vuelta.
En la temporada 2004-05, el Milan le ganó la Supercopa de Italia a la Lazio por 3-0. En la liga quedó segundo en la tabla de posiciones y solo fue superado por la Juventus, mientras que en la Copa Italia fue eliminado por el Udinese Calcio, que remontó la serie tras perder 3-2 en la ida y ganar 4-1 en la vuelta. En la Liga de Campeones, Pirlo dio cuatro pases de gol y acabó segundo en la tabla de máximos asistidores. Su equipo llegó a la final del campeonato, la cual se realizó el 25 de mayo en Estambul y enfrentó al Milan y al F. C. Liverpool. En el primer tiempo, los italianos iban arriba en el marcador por 3-0, pero en el complemento el Liverpool empató y llevó el encuentro a tanda de penales. Pirlo falló su disparo y los ingleses se proclamaron campeones. Tiempo después, el jugador escribiría en su autobiografía Pienso, luego juego que luego de esa derrota se planteó dejar el fútbol: 

Pensé seriamente en dejar el fútbol porque ya no le encontraba sentido. Ya no me sentía futbolista, ni siquiera me sentía hombre. No podía ni mirarme al espejo. Después de esa final creamos una enfermedad con muchos síntomas, el 'síndrome de Estambul'. Sigo sin entender qué es lo que sucedió esa noche.

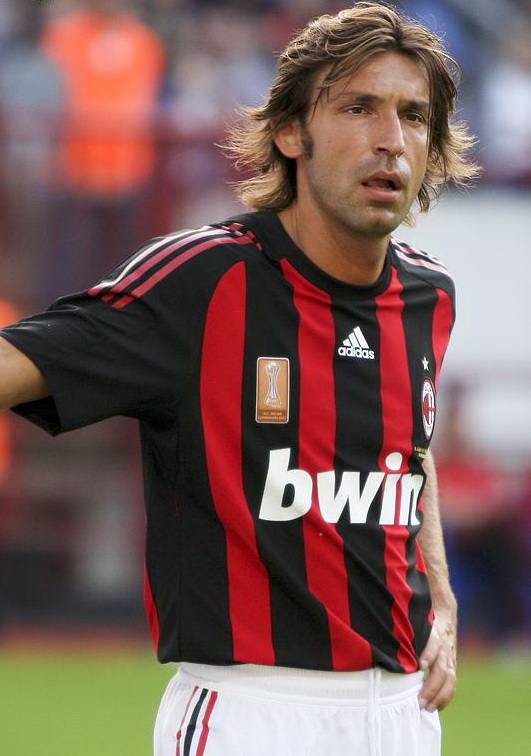
Pirlo con el Milan en 2008

En la temporada 2005-06 nuevamente quedaron en la segunda posición de la liga por detrás de la Juventus, aunque luego del escándalo de Calciopoli, la Juventus descendió a la Serie B y al Milan le fueron revocados treinta puntos, por lo cual quedó tercero. En la Copa Italia llegaron hasta los cuartos de final, donde los eliminó el U. S. C. Palermo por marcador global de 3-1. En el plano internacional, perdieron en las semifinales de la Liga de Campeones ante el F. C. Barcelona (0:1 de local y 0:0 de visitante). En 2006, Pirlo quedó en la novena posición para el Balón de Oro, que ganó su compañero de equipo Fabio Cannavaro, e integró el XI Mundial FIFA/FIFPro.
En la temporada 2006-07 ganó la Liga de Campeones con el equipo, en un torneo donde le anotó al Bayern de Múnich en los cuartos de final. En la semifinal, el Milan eliminó al Manchester United, por lo cual quedó emparejado nuevamente con el Liverpool en el encuentro final, en Atenas. En esta ocasión los italianos ganaron por 2-1, y Pirlo asistió a Filippo Inzaghi en el primer gol. De esta manera, el Milan «consumó su venganza» por la final de Estambul. En el plano nacional, quedaron cuartos en la liga y cayeron en semifinales en la Copa Italia frente a la Roma, que ganó por 5-3 global. Comenzaron la temporada 2007-08 derrotando 3-1 al Sevilla F. C. en la Supercopa de Europa, en la que Pirlo asistió a Marek Jankulovski en el segundo gol, tuvo una «actuación brillante en el centro del campo» y fue elegido mejor jugador del partido. En la Copa Intercontinental se enfrentaron nuevamente con Boca Juniors y esta vez ganaron por 4-2. Ese año, Pirlo terminó quinto en la lista de candidatos al Balón de Oro, noveno en la del Jugador Mundial de la FIFA y segundo en la del premio al mejor constructor de juego del mundo para la IFFHS; todos los galardones los terminó ganando su compañero de equipo Kaká.
La siguiente temporada supuso un fin de ciclo para algunos jugadores del club, que acabó quinto en la liga y solo clasificó a la Copa de la UEFA, a lo cual se le sumó que fueron eliminados de la Liga de Campeones y de la Copa Italia en octavos de final. En la temporada 2008-09 el Milan quedó tercero en la liga, por lo que Ancelotti, en su último año allí, cumplió con las expectativas de la dirigencia, clasificar a la Liga de Campeones. En la Copa Italia perdieron en octavos de final con la Lazio en tiempo suplementario, mientras que en la Copa de la UEFA fueron eliminados en dieciseisavos de final por el Werder Bremen.

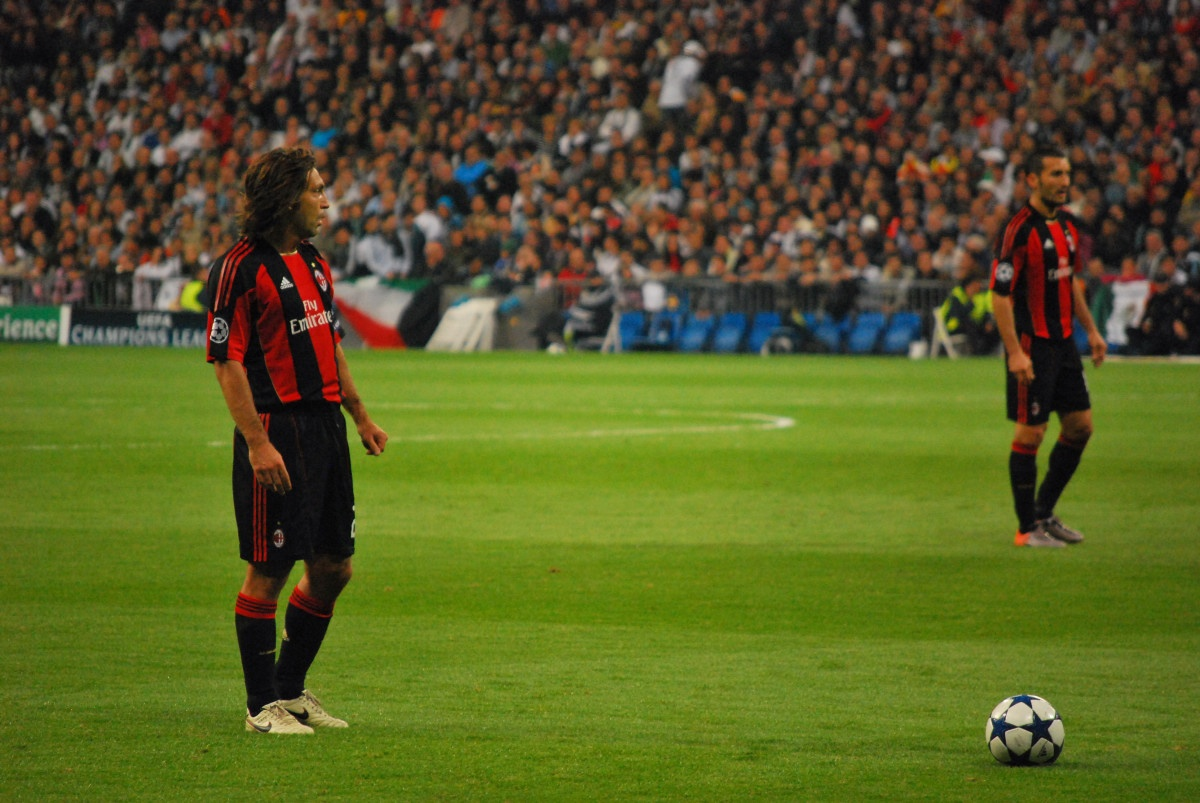
Pirlo en un partido ante el Real Madrid por la Liga de Campeones de la UEFA 2009-10

En 2009, Ancelotti y Kaká dejaron el Milan. Al mismo tiempo, comenzó a circular la posibilidad de que el delantero del Inter, Zlatan Ibrahimović, se uniera al F. C. Barcelona. Con la ida de Kaká y una presunta salida de Ibrahimovic, la Serie A perdería atractivo con respecto a la liga de España y la de Inglaterra. En este contexto, el Chelsea F. C., dirigido por Ancelotti, estaba interesado en fichar a Pirlo. No obstante, el presidente Silvio Berlusconi declaró que no pensaba venderlo, a lo que el jugador se mostró de acuerdo. El 21 de octubre, le anotó al Real Madrid desde más de más de veintisiete metros en la victoria por 3-2 por la Liga de Campeones, de la que fueron eliminados en octavos de final por el Manchester United en un global 7-2. Bajo la conducción de Leonardo Araújo, el Milan acabó tercero en la liga y quedó eliminado rápidamente de la Copa Italia ante el Udinese.
La siguiente temporada, a falta de dos jornadas el equipo ganó la Serie A, por lo que le puso fin a la racha del Inter de cinco ligas seguidas y superó además a dicho club en palmarés ligueros. Pirlo fue, junto con Clarence Seedorf y Antonio Cassano, una de las piezas destacables en el mediocampo del equipo. De esa temporada resalta el gol desde alrededor de cuarenta yardas que le convirtió al Parma el 2 de octubre, este fue su último tanto en el Milan y es considerado uno de los mejores de su carrera. El equipo fue eliminado en semifinales en la Copa Italia por el Palermo y en octavos de final en la Liga de Campeones por el Tottenham Hotspur. En mayo de 2011, Pirlo anunció que abandonaría el club cuando la temporada terminara: «Estoy aquí para despedirme. Estos diez años fueron inolvidables y esta ha sido una decisión consensuada». Ese mismo mes, disputó ante el Udinese su partido número cuatrocientos con el Milan. En total, en el club jugó 401 partidos, 284 en la Serie A, e hizo 41 goles, de los cuales 32 los marcó en la liga. Ganó cuatro títulos nacionales y cinco internacionales.

#### Juventus F. C.
Cuando Andrea me dijo que ficharía por nosotros, lo primero que pensé fue: "esto no podría ser mejor". Un jugador de su nivel y con esa habilidad, que además estaba libre, creo que fue la firma del siglo.
Gianluigi Buffon.

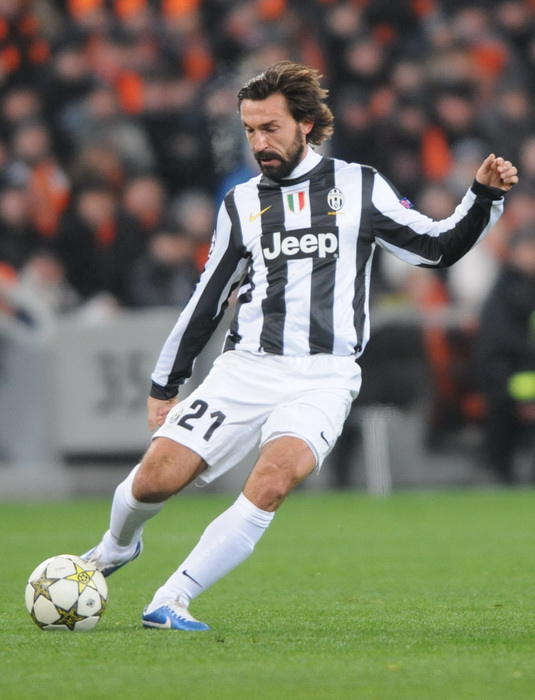
Pirlo en diciembre de 2012

El 24 de mayo de 2011, después de que Massimiliano Allegri no le asegurara la titularidad en el Milan, Pirlo llegó libre a la Juventus de Turín y firmó por tres años. A principios de temporada, el entrenador Antonio Conte y el director ejecutivo Giuseppe Marotta habían optado por dejar ir a dos de los mejores volantes del equipo, Alberto Aquilani y Felipe Melo, para contratar a Pirlo y a Arturo Vidal. Esta decisión no fue del todo aceptada, pues Pirlo venía teniendo actuaciones discretas en el Milan y su registro de lesiones era poco alentador. Sin embargo, su rendimiento mejoró considerablemente en la Juventus, donde Conte lo ubicó junto con Vidal y Claudio Marchisio. Realizó su debut en la segunda fecha de la liga (la primera fue suspendida debido a la huelga de futbolistas) en una victoria por 4-1 ante el Parma en la que participó en dos jugadas de gol e hizo 110 pases, lo que generó elogios por parte de su compañero Gianluigi Buffon.
El 18 de febrero de 2012, marcó mediante un tiro libre su primer gol con la Juventus en la victoria por 3-1 ante el Catania que posicionó a su equipo en el primer puesto en la liga, por encima del Milan. El 18 de marzo, le anotó a la Fiorentina en una goleada por 5:0 y le dedicó el gol a Fabrice Muamba, jugador del Bolton Wanderers que había sufrido un paro cardíaco el día anterior en pleno partido contra el Tottenham Hotspur. Finalizó su primera temporada ganando la Serie A, que la Juventus no conseguía hacía nueve años, y con trece asistencias en su haber, la mayor cantidad de su carrera, por lo cual acabó siendo incluido en el equipo ideal de la temporada, al igual que Vidal y Buffon. En la Copa Italia llegaron hasta la final pero perdieron 2-0 con el S. S. C. Napoli. Esa temporada, Pirlo creó más cien oportunidades claras de gol y dio más de 2 643 pases, mayor registro que el de cualquier otro jugador de la liga italiana, y solo superado en el mundo por Xavi Hernández. Fue elegido futbolista del año en la Serie A, ganó el Guerin d'Oro y quedó séptimo en la lista del Balón de Oro.
Su equipo comenzó la siguiente temporada disputando en Pekín la Supercopa de Italia, donde derrotó al Napoli por 4-2 en tiempo suplementario. En el primer partido de la liga, le hizo un gol de tiro libre al Parma que causó controversia porque el balón no ingresó en el arco, pero el juez asistente determinó que sí. En la siguiente jornada, asistió a Sebastian Giovinco en la victoria por 4-1 al Udinese. El 29 de septiembre, mediante un tiro libre abrió el marcador en la goleada a la Roma por 4-1. La Juventus retuvo el título de Serie A, pero perdió en cuartos de final en la Liga de Campeones con el Bayern de Múnich y en semifinales de la Copa Italia con la Lazio. Pirlo fue elegido futbolista del año en la Serie A por segundo año consecutivo y fue nominado al Balón de Oro. En la Supercopa de Italia asistió a Paul Pogba en el primer gol de la victoria por 4-0 sobre la Lazio en el Estadio Olímpico de Roma. El 1 de diciembre, durante un partido de liga ante el Udinese que acabó 1-0 a su favor, a los trece minutos se lesionó el ligamento de la rodilla y estuvo inactivo más de un mes. Esa temporada, la Juventus ganó la Serie A con diecisiete puntos de ventaja sobre el subcampeón, la A. S. Roma, y Pirlo finalizó la campaña anotándole de tiro libre al Cagliari en una victoria por 3-0. En la Copa Italia el equipo fue eliminado en cuartos de final con la Roma, y en la Liga de Campeones perdieron en fase de grupos. Llegaron a semifinales en la Liga Europa de la UEFA y Pirlo integró el equipo del año del torneo.

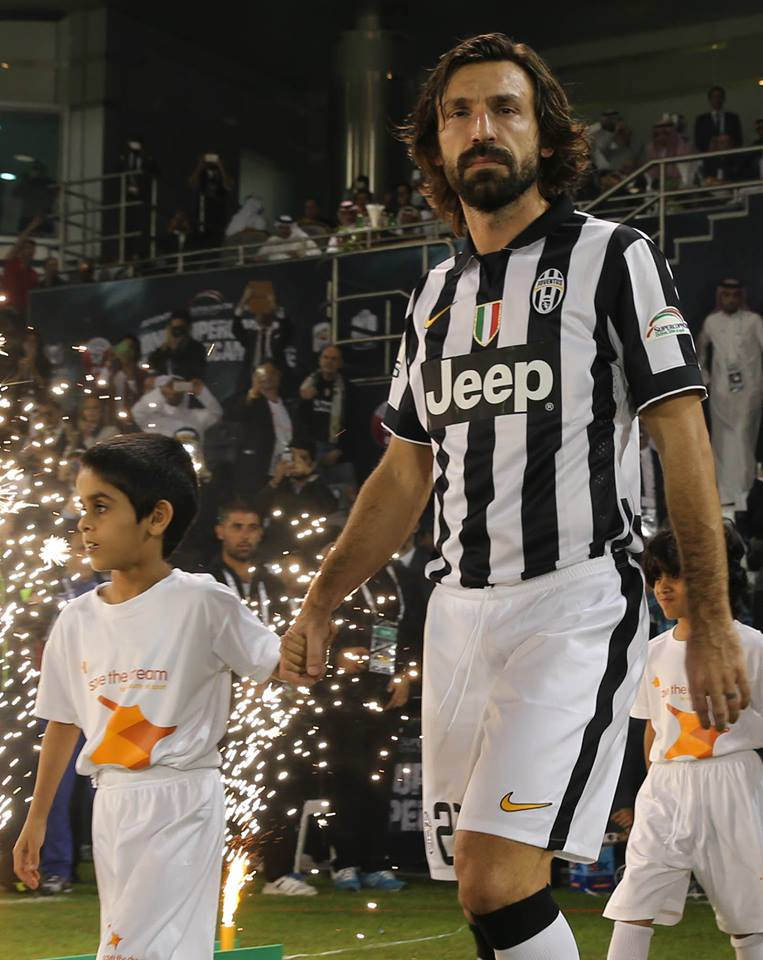
Pirlo en la Supercopa de Italia de 2014

En junio de 2014, renovó su contrato con la institución por dos años. El 28 de agosto se lesionó la cadera en un partido de pretemporada, por lo que estuvo un mes de baja. El 1 de noviembre anotó su primer gol en la temporada en una victoria por 2-0 al Empoli F. C., que fue su vigésimo sexto gol de tiro libre en la Serie A y quedó cerca del récord de Siniša Mihajlović. El 4 de noviembre, en su centésimo encuentro en la Liga de Campeones, le marcó de falta directa al Olympiacos en la fase de grupos, en una victoria 3-2 de local. El 22 de diciembre disputó la Supercopa de Italia, que el Napoli ganó en tanda de penales. Ese mes fue galardonado con el premio al Futbolista del año de la Serie A por tercera vez consecutiva. El 24 de febrero de 2015, en un partido contra el Borussia Dortmund por los octavos de final de la Liga de Campeones, sufrió una lesión muscular de primer grado en la pantorrilla derecha, por lo que se perdió la semifinal de la Copa Italia ante la Fiorentina. Su regreso se produjo un mes y medio después, en un encuentro ante el Parma. Volvió a la titularidad en la ida de los cuartos de final de la Liga de Campeones, donde la Juventus venció al Mónaco por 1:0. En la vuelta, empataron sin goles en Francia.
El 26 de abril perdieron el derbi de Turín luego de veinte años; Pirlo había anotado de tiro libre, con el que igualó el récord de Sinisa Mihajlovic, pero el Torino F. C. dio vuelta el resultado con goles de Matteo Darmian y Fabio Quagliarella. Con el empate entre la Lazio y el Chievo Verona, no pudieron ganar la liga esa jornada. Sí lo consiguieron el 2 de mayo, cuando derrotaron a la Sampdoria cuatro fechas antes del final de temporada. El 13 de mayo eliminaron al Real Madrid en la semifinal de la Liga de Campeones. Una semana después, Pirlo participó en los dos jugadas de gol que le dieron la victoria a su equipo en la final de la Copa Italia frente a la Lazio. El 6 de junio disputó la final de la Liga de Campeones en la ciudad de Berlín, que perdieron por 3-1 ante el F. C. Barcelona. Pirlo formó parte del equipo de las estrellas del torneo. En sus cuatro temporadas jugó 164 partidos, marcó diecinueve goles (quince de tiro libre), dio 35 asistencias, y ganó siete títulos nacionales.

#### New York City F. C.

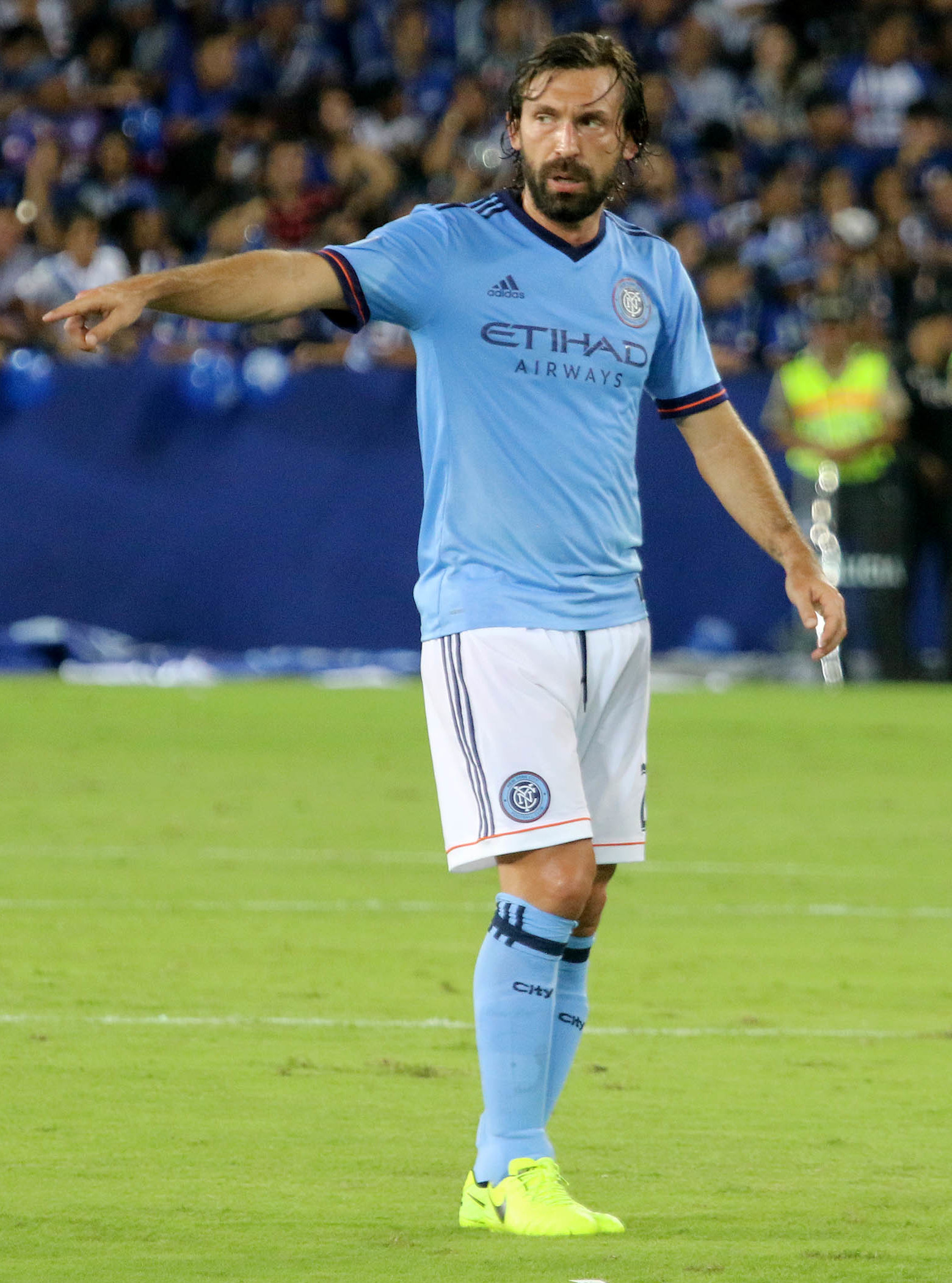
Pirlo con el New York City en 2017

El 6 de julio de 2015, luego de quedar libre, Pirlo fichó por el New York City F. C. de Estados Unidos y se convirtió en el tercer jugador franquicia, junto con David Villa y Frank Lampard. Cobró ocho millones de dólares por temporada, por lo cual fue el futbolista mejor pagado de la Major League Soccer. Su debut se produjo el 26 de julio, en una victoria por 5-3 frente al Orlando City S. C. en la que ingresó en el minuto 56 como reemplazo de Mehdi Ballouchy. Comenzó las jugadas del tercer y cuarto gol, que marcaron Villa y Thomas McNamara, respectivamente. Finalizó la temporada 2015 con trece partidos y cinco asistencias, pero su rendimiento defensivo fue bajo. El equipo quedó en la séptimo en la tabla de posiciones de la tabla de la Conferencia del Este, por lo que no clasificó a los playoffs para la Copa MLS. Pirlo se convirtió en el primer jugador de la Major League Soccer en ser nominado al XI Mundial FIFA/FIFPro.
El 30 de abril de 2016, asistió a David Villa en un tiro de esquina, en una victoria por 3-2 al Vancouver Whitecaps. El 18 de junio marcó de tiro libre su primer gol en la liga, en la victoria por 3-2 sobre el Philadelphia Union. En su segunda temporada, jugó treinta y tres partidos, anotó un gol y dio once asistencias. El club terminó segundo en la tabla de la Conferencia Este, a tres puntos del New York Red Bulls, y clasificó a los playoffs de la Copa MLS. Pirlo se perdió la ida de la semifinal de la copa, que ganó 2-0 el Toronto F. C., por una lesión muscular en la pantorrilla. En la vuelta, que sí disputó, fueron derrotados 5-0 en condición de local. El 8 de octubre de 2017 anunció que se retiraría a final de temporada debido a los problemas físicos que acarreaba por su edad. En su último año, jugó solo dieciséis partidos e hizo dos asistencias. Su último partido lo disputó el 5 de noviembre ante el Columbus Crew en la vuelta de la semifinal de la Copa MLS, en la cual ingresó en el último minuto y su equipo perdió por un 4-3 global. Su partido homenaje fue llamado «La Noche del Maestro» y tuvo lugar el 21 de mayo de 2018 en el Estadio Giuseppe Meazza. Participaron jugadores como, entre otros, Paolo Maldini, Gianluigi Buffon, Roberto Baggio y Frank Lampard, y asistieron más de cincuenta mil personas.

#### Kings League
En mayo de 2023, se anunció la participación de Pirlo en la Kings League, competición presidida por Gerard Piqué. El club Jijantes FC, con el periodista deportivo Gerard Romero como presidente, pujó por él en una subasta ficticia y consiguió su participación como Jugador 14 en el partido del 4 de junio de 2023, frente a Pio FC.

### Como entrenador

#### Juventus F. C.
A finales de julio de 2020, se hizo oficial que comenzaría su etapa como entrenador del equipo Sub-23 de la Juventus FC, que participa en la Serie C. El 8 de agosto de 2020 y después de caer eliminada la Juventus de la Champions League frente al Olympique de Lyon en octavos de final, Maurizio Sarri fue destituido como entrenador del primer equipo. Apenas diez días después de ser nombrado entrenador del equipo Sub-23, Pirlo fue designado entrenador del primer equipo. Como entrenador, Pirlo "ha hecho especial hincapié en que le gusta que su equipo tenga la pelota la mayor parte del tiempo y que presione con agresividad y vigor para recuperarla cuando no la tiene". Bajo su dirección, la Juventus finalizó cuarta en la Serie A y fue campeona de la Supercopa y de la Copa de Italia. En la Champions League, la Juventus cayó en octavos de final ante el FC Oporto. El 28 de mayo de 2021, Pirlo fue destituido de su cargo y reemplazado por Massimiliano Allegri.

#### Fatih Karagümrük SK
El 12 de junio de 2022, llega a un acuerdo para dirigir al Fatih Karagümrük SK de Turquía por las próximas dos temporadas. Será su segunda experiencia como entrenador. El 24 de mayo de 2023, el equipo turco lanzó un comunicado confirmando la destitución de Pirlo y de su staff técnico.

#### Sampdoria
El 27 de junio de 2023, fue oficializado como nuevo entrenador de la Sampdoria.El 29 de agosto de 2024, fue despedido de su cargo después de un mal comienzo en la temporada.

#### United F. C.
El 25 de julio de 2025, asumió al frente del United F. C. de los Emiratos Árabes Unidos.

## Selección nacional

#### Selecciones juveniles
Pirlo fue internacional con Italia en diversas categorías juveniles. Capitaneó al equipo que ganó la Eurocopa Sub-21 de 2000, donde le marcó dos goles a República Checa en la final. Fue elegido mejor jugador del torneo, pese a jugar solo dos partidos por haber sido expulsado en un encuentro de la primera ronda, y máximo goleador. También disputó la Eurocopa Sub-21 de 2002, en la cual nuevamente fue capitán y perdió en semifinales con los checos por 3:2, en un partido en el que anotó de penal. En total, con la sub-21 jugó cuarenta y seis encuentros y 87 goles convirtió dieciséis goles. Con la sub-23 participó en los Juegos Olímpicos de Sídney 2000, donde marcó un gol en el partido de apertura, y también en los Juegos Olímpicos de Atenas 2004, donde obtuvo la medalla de bronce.

#### Selección absoluta
Con Giovanni Trapattoni como entrenador, Pirlo realizó su debut internacional el 7 de septiembre de 2002 en la victoria por 2-0 sobre Azerbaiyán por la clasificación para la Eurocopa 2004, en la que ingresó en el segundo tiempo en lugar de Filippo Inzaghi. No obstante, tardó dos años en conseguir un lugar en el esquema habitual. Su primer gol, que además fue de tiro libre, se lo marcó el 30 de mayo a Turquía en un partido previo a la Eurocopa 2004. Finalmente fue convocado a la competición, donde jugó dos partidos. En marzo de 2005, le marcó dos goles de tiro libre a Escocia en una victoria que supuso la clasificación de Italia a la Copa Mundial de Fútbol de 2006. En la Copa del Mundo jugó 668 minutos, marcó un gol e hizo tres asistencias. En el primer partido, le anotó desde más de treinta metros a Ghana y fue elegido mejor jugador del mismo. En el segundo encuentro, un empate 1-1 con Estados Unidos, ejecutó el tiro libre que derivó en el gol de Alberto Gilardino. En la semifinal, una victoria por 2-0 sobre Alemania, asistió a Fabio Grosso y este anotó en el minuto 119 el primer tanto; Pirlo fue elegido mejor jugador del partido. Los italianos ganaron la Copa del Mundo tras derrotar en tanda de penales a Francia tras empatar 1-1. Pirlo marcó el ritmo de juego de su equipo junto con Gennaro Gattuso, asistió a Marco Materazzi, acertó su penal y fue nombrado mejor jugador del partido, lo que contribuyó a que ganara el Balón de Bronce.

No siento presión. Me da igual. Pasé la tarde del domingo 9 de julio de 2006 en Berlín durmiendo y jugando a la PlayStation. A la noche, salí y gané la Copa del Mundo.
Pirlo, sobre su mentalidad antes de la final de la Copa Mundial de Fútbol de 2006.

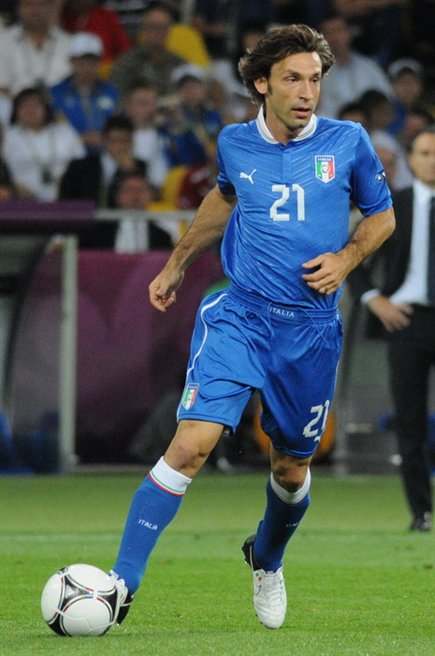
Pirlo durante los cuartos de final de la Eurocopa 2012

En la Eurocopa 2008, fue nombrado mejor jugador del partido en el empate con Rumania en la fase de grupos. También en la primera ronda, le marcó de penal a Francia una victoria por 2-0. El encuentro de cuartos de final no lo pudo jugar por suspensión, al igual que Gattuso, y su equipo fue eliminado por España en tanda de penales. En la Copa Confederaciones de 2009 los italianos comenzaron con buen pie luego de ganarle a Estados Unidos, pero perdieron en el tercer partido con Brasil por 3-0 y quedaron eliminados. Pirlo se perdió los dos primeros partidos de la Copa Mundial de Fútbol de 2010 debido a una lesión y solo pudo jugar los últimos minutos en la derrota por 3-2 con Eslovaquia que eliminó a su equipo. Luego de la derrota, declaró: «Es francamente una vergüenza [...] Podíamos hacerlo mejor. No hemos ganado ni un partido... es una gran desilusión». Cesare Prandelli fue el encargado de reemplazar a Marcello Lippi.
Los italianos clasificaron a la Eurocopa 2012 luego de obtener ocho victorias y dos empates en las eliminatorias, en la cual Pirlo le anotó de tiro libre a Islas Feroe en una victoria por 5-0. Prandelli lo incluyó en la nómina preliminar de convocados a la fase final y, posteriormente, fue ratificado en la lista definitiva. En el primer partido empataron a un gol con España. En el segundo, un empate con Croacia, Pirlo anotó de tiro libre y fue elegido mejor jugador del partido. En el tercero, una victoria por 2-0 sobre Irlanda, asistió a Antonio Cassano desde un tiro de esquina. En los cuartos de final, los italianos derrotaron a Inglaterra en penales tras empatar sin goles. Pirlo, que fue elegido mejor jugador del partido, realizó un penalti a lo Panenka. Cuando terminó el encuentro, declaró: «Vi al guardameta moviéndose, así que esperé a que decidiera tirarse y pateé así». Ese partido corrió 11,58 kilómetros, más que cualquier jugador inglés, y fue quien más pases completó, con 131. En la semifinal, donde su selección derrotó 2-1 a Alemania, fue elegido mejor jugador del partido. En la final los italianos se enfrentaron nuevamente con España, pero en esta ocasión fueron goleados por 4-0. Pirlo integró el equipo del torneo y fue candidato al premio al mejor jugador del mismo, que ganó Andrés Iniesta.

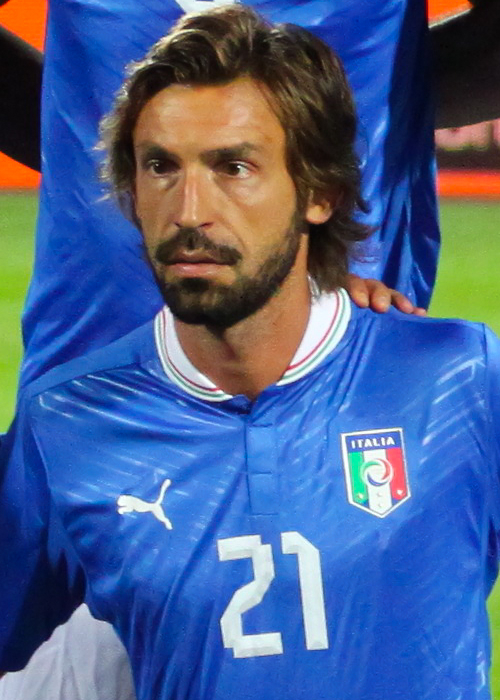
Pirlo en un partido contra Bélgica por la clasificación a la Copa Mundial de Fútbol de 2014

El 3 de junio de 2013 fue incluido en la lista de convocados a la Copa Confederaciones de Brasil. En el primer encuentro de la primera ronda, que además fue su centésimo partido con Italia, le marcó de tiro libre a México y fue elegido mejor jugador del partido. En el enfrentamiento contra Japón que clasificó a su selección a la semifinal, le hizo un pase gol a Daniele De Rossi y este anotó el primero de los cuatro goles de los italianos. En la semifinal, Italia perdió con España en penales, pero se llevó el tercer puesto luego de ganarle a Uruguay por 3-2 en los penales. Pirlo formó parte del equipo ideal votado por los aficionados y fue uno de los nominados al Balón de Oro del torneo. En la clasificación a la Copa Mundial de Fútbol de 2014, le anotó de penal a Armenia en una victoria de visitante por 3-1. El 5 de junio de 2014 fue seleccionado por Prandelli en su lista de veintitrés jugadores para disputar la Copa Mundial de Fútbol de 2014 realizada en Brasil. Una semana después, anunció que se retiraría de la selección concluido el torneo.
En la Copa del Mundo, Italia integró el «Grupo de la muerte» junto con Costa Rica, Inglaterra y Uruguay. En el primer partido, donde derrotaron a los ingleses, Pirlo, que llevaba el brazalete de capitán, tuvo una muy buena actuación, ejecutó un tiro libre con efecto que pegó en el travesaño y dio 108 pases, con un 95% de efectividad. No obstante, su selección perdió los dos encuentros restantes y quedó eliminada. La idea de juego principal del equipo dependía de los pases que Pirlo pudiera hacerle a un anticipado Mario Balotelli, lo que solamente funcionó en el partido contra Inglaterra. Después de la eliminación, Cesare Prandelli abandonó su cargo y Pirlo declaró que seguiría estando disponible para jugar con la selección si el nuevo entrenador lo veía necesario.
Su regreso se concretó cuando el nuevo entrenador, Antonio Conte, quien ya lo había dirigido en la Juventus, lo convocó para jugar unos partidos por la clasificación para la Eurocopa 2016 después de que Giacomo Bonaventura se lesionara. El 10 de octubre de 2014 disputó su partido número 113, por lo que superó a Dino Zoff como el cuarto futbolista con más presencias en la selección. En dicho encuentro, una victoria frente a Azerbaiyán, comandó el mediocampo y le hizo una asistencia a Giorgio Chiellini. El 3 de septiembre de 2015, en un partido contra la Malta por las eliminatorias mundialistas, se convirtió en el primer jugador de la Major League Soccer en jugar con la selección italiana. Italia finalmente clasificó, pero Conte optó por no convocar a Pirlo a la Eurocopa y argumentó: «Cuando tomas la decisión de jugar en ciertas ligas, lo haces sabiendo que podrías pagar las consecuencias desde un punto de vista futbolístico». En respuesta a estas declaraciones, el jugador dijo: «Hablé con Conte y no estoy decepcionado, él sabe lo que debe hacer y lo que no. Tuvimos discusiones a lo largo de la temporada y ambos tomamos nuestra propia decisión».

#### Participaciones en Copas del Mundo
| Mundial                        | Sede      | Resultado      |
| ------------------------------ | --------- | -------------- |
| Copa Mundial de Fútbol de 2006 | Alemania  | Campeón        |
| Copa Mundial de Fútbol de 2010 | Sudáfrica | Fase de grupos |
| Copa Mundial de Fútbol de 2014 | Brasil    | Fase de grupos |

#### Participaciones en Eurocopas
| Eurocopa                | Sede              | Resultado        |
| ----------------------- | ----------------- | ---------------- |
| Eurocopa Sub-21 de 2000 | Eslovaquia        | Campeón          |
| Eurocopa Sub-21 de 2002 | Suiza             | Semifinal        |
| Eurocopa 2004           | Portugal          | Fase de grupos   |
| Eurocopa 2008           | Austria y Suiza   | Cuartos de final |
| Eurocopa 2012           | Polonia y Ucrania | Subcampeón       |

#### Participaciones en Copas Confederaciones
| Copa                      | Sede      | Resultado      |
| ------------------------- | --------- | -------------- |
| Copa Confederaciones 2009 | Sudáfrica | Fase de grupos |
| Copa Confederaciones 2013 | Brasil    | Tercer puesto  |

## Estadísticas

### Clubes
La siguiente tabla detalla los encuentros disputados y los goles marcados por Pirlo en los clubes en los que militó.
| Brescia Calcio · Italia | 1994-95             | 1   | 0  | 0  | 0 | 0   | 0  | 1   | 0  | 0,00 |
| Brescia Calcio · Italia | 1995-96             | 0   | 0  | 0  | 0 | 0   | 0  | 0   | 0  | 0,00 |
| Brescia Calcio · Italia | 1996-97             | 17  | 2  | 1  | 0 | 0   | 0  | 18  | 2  | 0,11 |
| Brescia Calcio · Italia | 1997-98             | 29  | 4  | 1  | 0 | 0   | 0  | 30  | 4  | 0,13 |
| Brescia Calcio · Italia | Total               | 47  | 5  | 2  | 0 | 0   | 0  | 49  | 5  | 0,12 |
| Inter de Milán · Italia | 1998-99             | 18  | 0  | 7  | 0 | 7   | 0  | 32  | 0  | 0,00 |
| Inter de Milán · Italia | Total               | 18  | 0  | 7  | 0 | 7   | 0  | 32  | 0  | 0,00 |
| Reggina Calcio · Italia | 1999-00             | 28  | 7  | 2  | 0 | 0   | 0  | 30  | 7  | 0,23 |
| Reggina Calcio · Italia | Total               | 28  | 7  | 2  | 0 | 0   | 0  | 30  | 7  | 0,23 |
| Inter de Milán · Italia | 2000-01             | 4   | 0  | 1  | 0 | 3   | 0  | 8   | 0  | 0,00 |
| Inter de Milán · Italia | Total               | 4   | 0  | 1  | 0 | 3   | 0  | 40  | 0  | 0,00 |
| Brescia Calcio · Italia | 2000-01             | 10  | 0  | 0  | 0 | 0   | 0  | 10  | 0  | 0,00 |
| Brescia Calcio · Italia | Total               | 10  | 0  | 0  | 0 | 0   | 0  | 10  | 0  | 0,00 |
| A. C. Milan · Italia | 2001-02             | 18  | 2  | 2  | 0 | 9   | 0  | 29  | 2  | 0,07 |
| A. C. Milan · Italia | 2002-03             | 27  | 8  | 2  | 0 | 13  | 0  | 42  | 8  | 0,21 |
| A. C. Milan · Italia | 2003-04             | 32  | 6  | 1  | 1 | 11  | 1  | 44  | 8  | 0,18 |
| A. C. Milan · Italia | 2004-05             | 30  | 4  | 1  | 0 | 12  | 1  | 43  | 5  | 0,12 |
| A. C. Milan · Italia | 2005-06             | 33  | 4  | 4  | 0 | 12  | 1  | 49  | 5  | 0,10 |
| A. C. Milan · Italia | 2006-07             | 34  | 2  | 4  | 0 | 14  | 1  | 52  | 3  | 0,06 |
| A. C. Milan · Italia | 2007-08             | 33  | 3  | 1  | 0 | 11  | 2  | 45  | 5  | 0,11 |
| A. C. Milan · Italia | 2008-09             | 26  | 1  | 0  | 0 | 3   | 1  | 29  | 2  | 0,07 |
| A. C. Milan · Italia | 2009-10             | 34  | 0  | 1  | 0 | 8   | 1  | 43  | 1  | 0,02 |
| A. C. Milan · Italia | 2010-11             | 17  | 1  | 3  | 0 | 5   | 0  | 25  | 1  | 0,04 |
| A. C. Milan · Italia | Total               | 284 | 32 | 19 | 1 | 98  | 8  | 401 | 41 | 0,10 |
| Juventus F. C. · Italia | 2011-12             | 37  | 3  | 4  | 0 | 0   | 0  | 41  | 3  | 0,07 |
| Juventus F. C. · Italia | 2012-13             | 32  | 5  | 3  | 0 | 10  | 0  | 45  | 5  | 0,11 |
| Juventus F. C. · Italia | 2013-14             | 30  | 4  | 2  | 0 | 13  | 1  | 45  | 5  | 0,13 |
| Juventus F. C. · Italia | 2014-15             | 20  | 4  | 3  | 0 | 10  | 1  | 33  | 5  | 0,15 |
| Juventus F. C. · Italia | Total               | 119 | 16 | 12 | 0 | 33  | 3  | 164 | 19 | 0,12 |
| New York City F. C. Estados Unidos | 2015                | 13  | 0  | 0  | 0 | 0   | 0  | 13  | 0  | 0,00 |
| New York City F. C. Estados Unidos | 2016                | 32  | 1  | 0  | 0 | 1   | 0  | 33  | 1  | 0,03 |
| New York City F. C. Estados Unidos | 2017                | 15  | 0  | 0  | 0 | 0   | 0  | 15  | 0  | 0,00 |
| New York City F. C. Estados Unidos | Total               | 60  | 1  | 0  | 0 | 1   | 0  | 62  | 1  | 0,01 |
| Total en su carrera | Total en su carrera | 570 | 61 | 48 | 1 | 137 | 11 | 755 | 73 | 0,09 |
| (1) Incluye datos de Copa Italia y Supercopa de Italia. (2) Incluye datos de Liga de Campeones de la UEFA, Copa de la UEFA, Supercopa de Europa, Copa Intercontinental y Copa Mundial de Clubes de la FIFA. |                     |     |    |    |   |     |    |     |    |      |

### Selección nacional
| Selección                                                                          | Año   | Amistoso | Amistoso | Amistoso | Clasificación(1) | Clasificación(1) | Clasificación(1) | Mundial | Mundial | Mundial | Eurocopa | Eurocopa | Eurocopa | Confederaciones | Confederaciones | Confederaciones | Total | Total | Total  | Media goleadora |
| Selección                                                                          | Año   | Part.    | Goles    | Asist.   | Part.            | Goles            | Asist.           | Part.   | Goles   | Asist.  | Part.    | Goles    | Asist.   | Part.           | Goles           | Asist.          | Part. | Goles | Asist. | Media goleadora |
| ---------------------------------------------------------------------------------- | ----- | -------- | -------- | -------- | ---------------- | ---------------- | ---------------- | ------- | ------- | ------- | -------- | -------- | -------- | --------------- | --------------- | --------------- | ----- | ----- | ------ | --------------- |
| Italia                                                                             | 2002  | 1        | 0        | 0        | 3                | 0                | 0                | -       | -       | -       | -        | -        | -        | -               | -               | -               | 4     | 0     | 0      | 0,00            |
| Italia                                                                             | 2003  | 1        | 0        | 0        | -                | -                | -                | -       | -       | -       | -        | -        | -        | -               | -               | -               | 1     | 0     | 0      | 0,00            |
| Italia                                                                             | 2004  | 4        | 1        | 0        | 1                | 0                | 0                | -       | -       | -       | 2        | 0        | 0        | -               | -               | -               | 7     | 1     | 0      | 0,14            |
| Italia                                                                             | 2005  | 4        | 1        | 0        | 5                | 2                | 0                | -       | -       | -       | -        | -        | -        | -               | -               | -               | 9     | 3     | 0      | 0,33            |
| Italia                                                                             | 2006  | 3        | 0        | 0        | 4                | 0                | 1                | 7       | 1       | 3       | -        | -        | -        | -               | -               | -               | 14    | 1     | 4      | 0,07            |
| Italia                                                                             | 2007  | 1        | 0        | 0        | 7                | 1                | 4                | -       | -       | -       | -        | -        | -        | -               | -               | -               | 8     | 1     | 4      | 0,13            |
| Italia                                                                             | 2008  | 4        | 0        | 0        | 2                | 0                | 0                | -       | -       | -       | 3        | 1        | 0        | -               | -               | -               | 9     | 1     | 0      | 0,11            |
| Italia                                                                             | 2009  | 4        | 0        | 0        | 5                | 1                | 1                | -       | -       | -       | -        | -        | -        | 3               | 0               | 1               | 12    | 1     | 2      | 0,08            |
| Italia                                                                             | 2010  | 3        | 0        | 1        | 4                | 1                | 2                | 1       | 0       | 0       | -        | -        | -        | -               | -               | -               | 8     | 1     | 2      | 0,12            |
| Italia                                                                             | 2011  | 4        | 0        | 0        | 5                | 0                | 0                | -       | -       | -       | -        | -        | -        | -               | -               | -               | 9     | 0     | 0      | 0,00            |
| Italia                                                                             | 2012  | 3        | 0        | 0        | 4                | 1                | 4                | -       | -       | -       | 6        | 1        | 2        | -               | -               | -               | 13    | 2     | 6      | 0,16            |
| Italia                                                                             | 2013  | 5        | 1        | 1        | 5                | 0                | 1                | -       | -       | -       | -        | -        | -        | 3               | 1               | 1               | 13    | 2     | 3      | 0,15            |
| Italia                                                                             | 2014  | 2        | 0        | 0        | 1                | 0                | 1                | 3       | 0       | 0       | -        | -        | -        | -               | -               | -               | 6     | 0     | 1      | 0,00            |
| Italia                                                                             | 2015  | 1        | 0        | 0        | 2                | 0                | 0                | -       | -       | -       | -        | -        | -        | -               | -               | -               | 3     | 0     | 0      | 0,00            |
| Total                                                                              | Total | 40       | 3        | 2        | 48               | 6                | 14               | 11      | 1       | 3       | 11       | 2        | 2        | 6               | 1               | 2               | 116   | 13    | 23     | 0,11            |
| (1) Incluye datos de la clasificación a la Eurocopa y a la Copa Mundial de Fútbol. |       |          |          |          |                  |                  |                  |         |         |         |          |          |          |                 |                 |                 |       |       |        |                 |

### Resumen estadístico
| Competición               | Part. | Goles | Promedio | Asistencias | Promedio |
| ------------------------- | ----- | ----- | -------- | ----------- | -------- |
| Liga [A]                  | 570   | 61    | 0,10     | 90          | 0,15     |
| Copas nacionales [B]      | 48    | 1     | 0,02     | 5           | 0,10     |
| Copas internacionales [C] | 137   | 11    | 0,08     | 25          | 0,18     |
| Selección de Italia       | 116   | 13    | 0,11     | 23          | 0,20     |
| Total                     | 871   | 86    | 0,09     | 143         | 0,16     |

Notas
- A^ Partidos disputados en Serie A, Serie B y MLS.
- B^ Partidos disputados en Copa Italia y Supercopa de Italia.
- C^ Partidos disputados en Liga de Campeones de la UEFA, Liga Europa de la UEFA, Supercopa de Europa y Copa Mundial de Clubes.

## Estadísticas como entrenador
| Equipo                   | Div.                | Temporada           | Liga  | Liga | Liga | Liga | Liga |       | Copa | Copa | Copa | Copa  |   | Internacional | Internacional | Internacional | Internacional | Internacional |   | Otros | Otros | Otros | Otros |    | Totales     | Totales | Totales | Totales | Totales | Totales | Totales | Totales |
| Equipo                   | Div.                | Temporada           | Part. | G    | E    | P    | Pos. | Part. | G    | E    | P    | Part. | G | E             | P             | Pos.          | Part.         | G             | E | P     | Part. | G     | E     | P  | Rendimiento | GF      | GC      | Dif.    |         |         |         |         |
| ------------------------ | ------------------- | ------------------- | ----- | ---- | ---- | ---- | ---- | ----- | ---- | ---- | ---- | ----- | - | ------------- | ------------- | ------------- | ------------- | ------------- | - | ----- | ----- | ----- | ----- | -- | ----------- | ------- | ------- | ------- | ------- | ------- | ------- | ------- |
| Juventus · Italia        | 1.ª                 | 2020-21             | 38    | 23   | 9    | 6    | 4.º  | 5     | 4    | 1    | 0    | 8     | 6 | 0             | 2             | 1/8           | 1             | 1             | 0 | 0     | 52    | 34    | 10    | 8  | 71.79%      | 108     | 50      | +58     |         |         |         |         |
| Juventus · Italia        | Total               | Total               | 38    | 23   | 9    | 6    | -    | 5     | 4    | 1    | 0    | 8     | 6 | 0             | 2             | -             | 1             | 1             | 0 | 0     | 52    | 34    | 10    | 8  | 71.79%      | 108     | 50      | +58     |         |         |         |         |
| Fatih Karagümrük Turquía | 1.ª                 | 2022-23             | 33    | 11   | 11   | 11   | Inc. | 3     | 2    | 1    | 0    | -     | - | -             | -             | -             | -             | -             | - | -     | 36    | 13    | 12    | 11 | 47.22%      | 76      | 65      | +11     |         |         |         |         |
| Fatih Karagümrük Turquía | Total               | Total               | 33    | 11   | 11   | 11   | -    | 3     | 2    | 1    | 0    | -     | - | -             | -             | -             | -             | -             | - | -     | 36    | 13    | 12    | 11 | 47.22%      | 76      | 65      | +11     |         |         |         |         |
| Sampdoria · Italia       | 2.ª                 | 2023-24             | 38    | 16   | 9    | 13   | 7.º  | 2     | 0    | 1    | 1    | -     | - | -             | -             | -             | 1             | 0             | 0 | 1     | 41    | 16    | 10    | 15 | 47.15%      | 54      | 57      | -3      |         |         |         |         |
| Sampdoria · Italia       | 2.ª                 | 2024-25             | 3     | 0    | 1    | 2    | Inc. | 1     | 0    | 1    | 0    | -     | - | -             | -             | -             | -             | -             | - | -     | 4     | 0     | 2     | 2  | 16.67%      | 5       | 7       | -2      |         |         |         |         |
| Sampdoria · Italia       | Total               | Total               | 41    | 16   | 10   | 15   | -    | 3     | 0    | 2    | 1    | -     | - | -             | -             | -             | 1             | 0             | 0 | 1     | 45    | 16    | 12    | 17 | 44.45%      | 59      | 64      | -5      |         |         |         |         |
| Dubai United · EAU       | 2.ª                 | 2025-26             | 0     | 0    | 0    | 0    | -    | 0     | 0    | 0    | 0    | -     | - | -             | -             | -             | -             | -             | - | -     | 0     | 0     | 0     | 0  | 0%          | 0       | 0       | +0      |         |         |         |         |
| Dubai United · EAU       | Total               | Total               | 0     | 0    | 0    | 0    | -    | 0     | 0    | 0    | 0    | -     | - | -             | -             | -             | -             | -             | - | -     | 0     | 0     | 0     | 0  | 0%          | 0       | 0       | +0      |         |         |         |         |
| Total en su carrera      | Total en su carrera | Total en su carrera | 112   | 50   | 30   | 32   | -    | 11    | 6    | 4    | 1    | 8     | 6 | 0             | 2             | -             | 2             | 1             | 0 | 1     | 133   | 63    | 34    | 36 | 55.89%      | 243     | 179     | +64     |         |         |         |         |
| 1. 2. 3.                 |                     |                     |       |      |      |      |      |       |      |      |      |       |   |               |               |               |               |               |   |       |       |       |       |    |             |         |         |         |         |         |         |         |

### Resumen por competiciones
| Competición                  | Partidos | Ganados | Empatados | Perdidos | %      | Resultado        |
| ---------------------------- | -------- | ------- | --------- | -------- | ------ | ---------------- |
| Serie B                      | 42       | 16      | 10        | 16       | 46.04% | 7.º lugar        |
| Serie A                      | 38       | 23      | 9         | 6        | 68.42% | 4.º lugar        |
| Copa Italia                  | 8        | 4       | 3         | 1        | 62.5%  | Campeón          |
| Supercopa de Italia          | 1        | 1       | 0         | 0        | 100%   | Campeón          |
| Superliga de Turquía         | 33       | 11      | 11        | 11       | 44.44% | 9.º lugar        |
| Copa de Turquía              | 3        | 2       | 1         | 0        | 77.78% | Octavos de final |
| División 1 de EAU            | 0        | 0       | 0         | 0        | 0%     | En disputa       |
| Copa Presidente de EAU       | 0        | 0       | 0         | 0        | 0%     | En disputa       |
| Copa de Liga de los EAU      | 0        | 0       | 0         | 0        | 0%     | En disputa       |
| Liga de Campeones de la UEFA | 8        | 6       | 0         | 2        | 75%    | Octavos de final |
| TOTAL                        | 133      | 63      | 34        | 36       | 55.89% | 2 Títulos        |

## Palmarés

### Campeonatos nacionales
| Título              | Equipo         | País   | Año     |
| ------------------- | -------------- | ------ | ------- |
| Serie B             | Brescia Calcio | Italia | 1996-97 |
| Copa Italia         | A. C. Milan    | Italia | 2002-03 |
| Serie A             | A. C. Milan    | Italia | 2003-04 |
| Supercopa de Italia | A. C. Milan    | Italia | 2004    |
| Serie A             | A. C. Milan    | Italia | 2010-11 |
| Serie A             | Juventus F. C. | Italia | 2011-12 |
| Supercopa de Italia | Juventus F. C. | Italia | 2012    |
| Serie A             | Juventus F. C. | Italia | 2012-13 |
| Supercopa de Italia | Juventus F. C. | Italia | 2013    |
| Serie A             | Juventus F. C. | Italia | 2013-14 |
| Serie A             | Juventus F. C. | Italia | 2014-15 |
| Copa Italia         | Juventus F. C. | Italia | 2014-15 |

### Copas internacionales
| Título                       | Equipo                       | Sede       | Año     |
| ---------------------------- | ---------------------------- | ---------- | ------- |
| Eurocopa Sub-21              | Selección de Italia (Sub-21) | Bratislava | 2000    |
| Liga de Campeones de la UEFA | A. C. Milan                  | Mánchester | 2002-03 |
| Supercopa de Europa          | A. C. Milan                  | Mónaco     | 2003    |
| Juegos Olímpicos             | Selección de Italia (Sub-23) | Atenas     | 2004    |
| Copa Mundial de Fútbol       | Selección de Italia          | Berlín     | 2006    |
| Liga de Campeones de la UEFA | A. C. Milan                  | Atenas     | 2006-07 |
| Supercopa de Europa          | A. C. Milan                  | Mónaco     | 2007    |
| Copa Mundial de Clubes       | A. C. Milan                  | Yokohama   | 2007    |

### Como entrenador

#### Campeonatos nacionales
| Título              | Equipo         | País   | Año     |
| ------------------- | -------------- | ------ | ------- |
| Supercopa de Italia | Juventus F. C. | Italia | 2020    |
| Copa Italia         | Juventus F. C. | Italia | 2020-21 |

### Distinciones individuales
| Distinción                                                                 | Año                                |
| -------------------------------------------------------------------------- | ---------------------------------- |
| Mejor jugador de la Eurocopa Sub-21.                                       | 2000                               |
| Máximo goleador de la Eurocopa Sub-21.                                     | 2000                               |
| Mejor jugador del partido ante Ghana.                                      | 2006                               |
| Mejor jugador del partido ante Alemania.                                   | 2006                               |
| Mejor jugador de la final de la Copa Mundial de Fútbol.                    | 2006                               |
| Parte del Equipo de las Estrellas de la Copa Mundial de Fútbol.            | 2006                               |
| Balón de Bronce de la Copa Mundial de Fútbol.                              | 2006                               |
| Máximo asistente de la Copa Mundial de Fútbol.                             | 2006                               |
| XI Mundial FIFA/FIFPro.                                                    | 2006                               |
| Mejor jugador de la Supercopa de Europa.                                   | 2007                               |
| Incluido en el equipo del año por European Sports Media.                   | 2011                               |
| Pallone Azzurro.                                                           | 2012                               |
| Pallone d'Argento.                                                         | 2012                               |
| Mejor jugador del partido ante Croacia.                                    | 2012                               |
| Mejor jugador del partido ante Inglaterra.                                 | 2012                               |
| Mejor jugador del partido ante Alemania.                                   | 2012                               |
| Parte del equipo ideal de la Eurocopa.                                     | 2012                               |
| Parte del equipo ideal de los aficionados de la Eurocopa.                  | 2012                               |
| Candidato al Mejor jugador de la Eurocopa.                                 | 2012                               |
| Guerin d'Oro.                                                              | 2011-12                            |
| Parte del equipo de las estrellas de la Serie A.                           | 2011-12, 2012-13, 2013-14, 2014-15 |
| Futbolista del Año en la Serie A.                                          | 2011-12, 2012-13, 2013-14          |
| Parte del Equipo del año UEFA.                                             | 2012                               |
| Premio Nacional a la Carrera Ejemplar Gaetano Scirea.                      | 2013                               |
| Mejor jugador del partido ante México.                                     | 2013                               |
| Parte del equipo estelar de la Copa Confederaciones.                       | 2013                               |
| Nominado al Balón de Oro de la Copa Confederaciones.                       | 2013                               |
| Incluido en el equipo de las estrellas de la Liga Europa de la UEFA.       | 2013-14                            |
| Incluido en el equipo de las estrellas de la Liga de Campeones de la UEFA. | 2014-15                            |
| Premio a la carrera deportiva por los Globe Soccer Awards.                 | 2015                               |
| Premio internazionale Giacinto Facchetti.                                  | 2017                               |
| Once histórico de plata del Balón de Oro                                   | 2020                               |

## Condecoraciones
| Condecoración                                             | Año  |
| --------------------------------------------------------- | ---- |
| Caballero de la Orden al Mérito de la República Italiana. | 2004 |
| Collar de Oro al Mérito Deportivo.                        | 2006 |
| Oficial de la Orden al Mérito de la República Italiana.   | 2006 |

## Estilo de juego
«Pirlo es un genio. Creo que es, junto con Baggio, el mayor talento que ha dado el fútbol italiano en los últimos veinticinco años».
Gianluigi Buffon.

«Pirlo ve un pase en una fracción de segundo».
Carlo Ancelotti.

«Pirlo puede hacer que sus pies hagan lo que sea. Es un genio».
Johan Cruyff.

### Posición en el campo

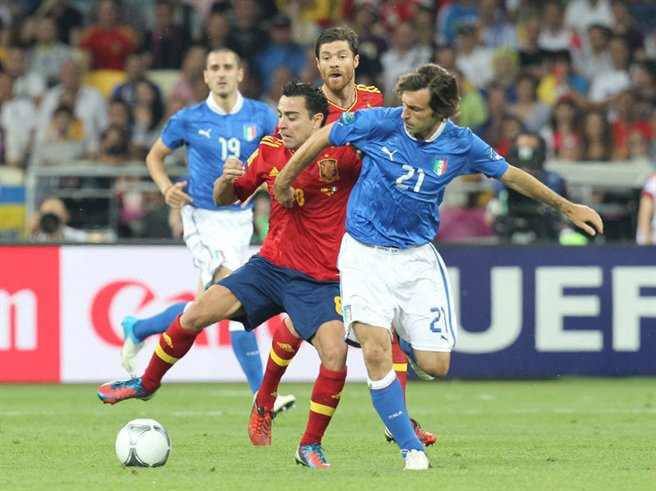
Pirlo disputando el balón con Xavi Hernández en la final de la Eurocopa 2012. El centrocampista español confesó ser un gran admirador del estilo de juego del italiano.

En sus comienzos, Pirlo jugaba de mediapunta, lo que le daba la posibilidad de moverse tanto en el interior como en el extremo de la cancha. Incluso, en el Brescia llegó a jugar de segundo delantero, detrás de Roberto Baggio y Dario Hübner. Cuando fichó por el Milan, Carlo Ancelotti lo mantuvo en dicho rol hasta que se percató de las habilidades del jugador para pasar el balón y lo ubicó como mediocentro organizador, y al final se convirtió en uno de los mejores de la historia en su puesto. Entre los jugadores de su generación, se lo comparó con Xavi Hernández por su similar técnica, mientras que en el plano nacional, Adelio Moro y Roberto Boninsegna lo compararon con Gianni Rivera por su clase, inteligencia y buen pase.
Carlo Mazzone, entrenador del Brescia, fue el primero que lo ubicó como armador por delante de la defensa, e incluso llegó a modificar el equipo para que Pirlo tuviera más contacto con el balón; esta idea fue luego retomada por Ancelotti, a quien el jugador considera su «padre futbolístico». Pirlo se ubicaba en el círculo central, buscaba recibir el balón y realizaba precisos pases largos al área rival. En su última temporada en el Milan, Massimiliano Allegri quería hacerlo jugar por la derecha y ubicar a Massimo Ambrosini y Mark van Bommel como volantes. Pirlo no estuvo de acuerdo y abandonó el club.

### Habilidades
Entre las habilidades de Pirlo, destacaba su técnica, visión, regate y pases cortos y largos con una «precisión milimétrica». No destacaba por su velocidad, pero era capaz de disparar al arco gracias a su buen remate de larga distancia. A pesar de que era un centrocampista defensivo, no cubría el balón sino que lo distribuía, y establecía y controlaba el ritmo del juego. En sus últimos años en el A. C. Milan, corría y marcaba a los delanteros para intentar interceptar el balón, pero dejó de hacerlo cuando llegó a la Juventus. Su estilo de juego era a menudo comparado con el del exfutbolista del Milan Demetrio Albertini, y se lo veía como su «heredero». En 2005 comenzó a lanzar los penales inspirado en Juninho Pernambucano, quien le daba efecto al balón para que bajara rápidamente.
En cuanto a los tiros libres, perfeccionó su técnica observando a Roberto Baggio en los entrenamientos que compartían en el Brescia, y también se basó en Juninho Pernambucano, que golpeaba el balón con tres dedos, mientras que Pirlo lo hacía con el cuello del pie. Esto hace que el balón alcance cierta altura e inesperadamente baje, lo que supone un problema para el guardameta. Finalmente, se convirtió en uno de los mejores lanzadores de falta del mundo. Es, junto con Siniša Mihajlović, el máximo anotador de tiros libres de la Serie A, con veintiocho.

### Apodos
Pirlo se ha hecho acreedor de numerosos sobrenombres, como l'architetto (el «arquitecto») y «metrónomo», por su precisión y su forma de controlar el ritmo del partido. Durante su etapa en la Juventus, los fanáticos del club lo apodaron il professore (el «profesor»), «maestro» y «Mozart».

## Vida privada
Pirlo nació en Flero el 19 de mayo de 1979. Tiene un hermano llamado Iván. En 1982, su padre fundó en Brescia una empresa de producción y comercialización de metales, de la que el jugador tiene una parte. Se casó en 2001 con Deborah Roversi, con quien tiene un hijo, Niccolò (nacido en 2003), y una hija, Angela (nacida en 2006). En 2014 el matrimonio se divorció, luego de un romance del jugador con Valentina Baldini, a quien conoció en un club de golf.
Pirlo es conocedor de vinos y tiene su propio viñedo, que produce entre quince y veinte mil botellas por año. En 2013 escribió su autobiografía, Penso quindi gioco (Pienso, luego juego). El 1 de septiembre de 2014, junto con otros futbolistas y exfutbolistas, participó en el Partido por la Paz en el Estadio Olímpico de Roma, cuya recaudación fue donada a organizaciones de caridad. En julio de 2016 se publicó que la camiseta de Pirlo del New York City F. C. había sido la más vendida de la Major League Soccer ese año. El alcalde de Nueva York, Bill de Blasio, declaró el 6 de diciembre del 2017 como "Andrea Pirlo Day".